# Eleccions legislatives estonianes de 2015
Les eleccions legislatives estonianes del 2015 es van celebrar a Estònia l'1 de març de 2015. La votació anticipada es va celebrar entre el 19 i el 25 de febrer, amb una participació del 33%. El Partit Reformista va continuar sent el més nombrós en el Riigikogu, amb 30 dels 101 escons. El seu líder, Taavi Rõivas, va continuar sent primer ministre. Els 101 diputats elegits d'aquesta 13a legislatura es van reunir al castell de Toompea, a Tallinn, deu dies després de les eleccions.

## Resultats
|                                 |                                             |         |       |          |     |  |  |  |
| Partit                          | Partit                                      | Vots    | %     | Escons   | +/- |  |  |  |
|                                 | Partit Reformista Estonià (ERE)             | 158.970 | 27,69 | 30 / 101 | 3   |  |  |  |
|                                 | Partit del Centre (EKE)                     | 142.458 | 24,81 | 27 / 101 | 1   |  |  |  |
|                                 | Partit Socialdemòcrata (SDE)                | 87.189  | 15,19 | 15 / 101 | 4   |  |  |  |
|                                 | Unió Pro Pàtria i Res Pública (IRL)         | 78.699  | 13,71 | 14 / 101 | 9   |  |  |  |
|                                 | Partit Lliure Estonià (EVA)                 | 49.882  | 8,69  | 8 / 101  | Nou |  |  |  |
|                                 | Partit Popular Conservador d'Estònia (EKRE) | 46.772  | 8,15  | 7 / 101  | 7   |  |  |  |
|                                 | Verds Estonians (EER)                       | 5.193   | 0,90  | 0 / 101  | =   |  |  |  |
|                                 | Partit de la Unitat Popular (RÜE)           | 2.289   | 0,40  | 0 / 101  | Nou |  |  |  |
|                                 | Partit de la Independència Estoniana (EIP)  | 1.047   | 0,18  | 0 / 101  | =   |  |  |  |
|                                 | Partit d'Esquerra Unida d'Estònia (EUV)     | 764     | 0,13  | 0 / 101  | Nou |  |  |  |
|                                 | Independents                                | 887     | 0,15  | 0 / 101  | =   |  |  |  |
|                                 |                                             |         |       |          |     |  |  |  |
| Vots vàlids                     | Vots vàlids                                 | 574.150 | 99,35 |          |     |  |  |  |
| Votes blancs i invàlids         | Votes blancs i invàlids                     | 3.760   | 0,65  |          |     |  |  |  |
| Total                           | Total                                       | 577.910 | 100   | 101      | =   |  |  |  |
| Abstenció                       | Abstenció                                   | 321.883 | 35,77 |          |     |  |  |  |
| Votants registrats/participació | Votants registrats/participació             | 899.793 | 64,23 |          |     |  |  |  |